# Julia Blake
Julia Blake (Bristol, 1936) è un'attrice britannica naturalizzata australiana, che ha lavorato in produzioni teatrali, in televisione e al cinema.

## Biografia
Di origine inglese, è conosciuta per il suo ruolo di Nancy McCormack nella serie drammatica australiana Prisoner, per la quale è apparsa durante l'ultima stagione nel 1986.
Non è più attiva dal 2017.

## Vita privata
È sposata dal 1962 con l'attore Terry Norris dal quale ha avuto due figlie: Jane e Sarah.

## Filmografia

### Cinema
- Salome, regia di Clive Barker - cortometraggio (1973)
- Il sapore della saggezza (The Getting of Wisdom), regia di Bruce Beresford (1977)
- Patrick, regia di Richard Franklin (1978)
- The Forbidden, regia di Clive Barker - cortometraggio (1978)
- La mia brillante carriera (My Brilliant Career), regia di Gillian Armstrong (1979)
- Snapshot, regia di Simon Wincer (1979)
- Lonely Hearts, regia di Paul Cox (1982)
- L'uomo dei fiori (Man of Flowers), regia di Paul Cox (1983)
- My First Wife, regia di Paul Cox (1984)
- An Indecent Obsession, regia di Lex Marinos (1985)
- Cactus, regia di Paul Cox (1986)
- Agente sì... ma di commercio! (Travelling North), regia di Carl Schultz (1987)
- La misteriosa morte di Georgia White (Georgia), regia di Ben Lewin (1988)
- Father, regia di John Power (1990)
- Mushrooms, regia di Alan Madden (1995)
- Hotel de Love, regia di Craig Rosenberg (1996)
- Passion, regia di Peter Duncan (1999)
- Innocence, regia di Paul Cox (2000)
- Human Touch, regia di Paul Cox (2004)
- Three Dollars, regia di Robert Connolly (2005)
- Aquamarine, regia di Elizabeth Allen Rosenbaum (2006)
- The Barrows, regia di Tori Garrett - cortometraggio (2006)
- X-Men le origini - Wolverine (X-Men Origins: Wolverine), regia di Gavin Hood (2009)
- Ragazzi miei (The Boys Are Back), regia di Scott Hicks (2009)
- So che ci sei (Matching Jack), regia di Nadia Tass (2010)
- Non avere paura del buio (Don't Be Afraid of the Dark), regia di Troy Nixey (2010)
- Last Dance, regia di David Pulbrook (2012)
- Is This the Real World, regia di Martin McKenna (2015)
- Looking for Grace, regia di Sue Brooks (2015)
- A Month of Sundays, regia di Matthew Saville (2015)
- The Dressmaker - Il diavolo è tornato (The Dressmaker), regia di Jocelyn Moorhouse (2015)
- Dance Academy - Il ritorno (Dance Academy: The Movie), regia di Jeffrey Walker (2017)
- Chi è senza peccato - The Dry (The Dry), regia di Robert Connolly (2020)

### Televisione
- Bellbird – serie TV, 677 episodi (1972-1975)
- Edens Lost, regia di Neil Armfield – film TV (1988)
- The Magistrate – miniserie TV, episodi 1x1-1x2 (1989)
- Uccelli di rovo - Gli anni mancanti (The Thorn Birds: The Missing Years) – miniserie TV (1996)
- Bed of Roses – serie TV, 26 episodi (2008-2011)

## Opere
Eclairs for Tea: And Other Stories, Chaining Daisy, Erinsmore, The Forest: ~ a Tale of Old Magic.